# Martin Møller Nielsen
Martin Møller Nielsen (født august 1964) er en dansk milliardær, der er grundlægger for Nordic Aviation Capital (NAC).
Han voksede op i Grønbjerg. Faderen, der var glad for svæveflyvere, døde i en trafikulykke på vej til flyvepladsen, da Nielsen var 8 år gammel. Han tog flycertifikat som 18-årig, og han begyndte på faldskærmsudspring. Han etablerede sin første virksomhed, der producerede tilbehør til faldskærme.
Da han var 21 købte han sit første fly, som blev sat i stand, hvorefter han solgte det igen.
Møller grundlagde NAC i Skive i 1990. I 2016 havde NAC en flåde på 275 fly, der blev leaset ud til 30 regionale luftfartsselskaber, inklusive Air Berlin og Etihad.
I 2014 blev hans formue anslået til 3,4 milliarder kroner.
Per april 2023 havde Nielsen en estimeret formue på over 8,7 milliarder kr. ($1,30 milliarder).
Martin Møller ejer i øjeblikket et familiekontor, der investerer i vedvarende energi, fast ejendom, direkte långivning samt flere andre finansielle instrumenter.